# Завадовський Йосиф
отець Йосиф Завадовський (1807 — 15 листопада 1879, Виноград) — український (руський) священник (УГКЦ), громадсько-політичний діяч, посол австрійського парламенту і Галицького сейму.

## Життєпис
Став священником в 1835 році. Був адміністратором парафій в селах Спас Долинського деканату (1835–1836) та Майдан Галицького деканату (1838–1840) (з Майдану опікувався також парафією в с. Сапогів у 1838–1839 роках). У 1840–1853 роках був парохом у с. Ямниця Станиславівського деканату (нині Тисменицький район). Від 1853 року — парох в селі Виноград Тисменецького деканату.

## Громадська діяльність
У 1870–1874 рр. був маршалком Тлумацької повітової ради.
Посол Галицького сейму 3-го скликання (1871–1876 роки, обраний 9 жовтня 1871 року замість Михайла Демківа, повноваження якого Сейм не підтвердив, в 32-му окрузі Тисмениця — Тлумач, IV курія; входив до складу «Руського клубу»).
Був послом до австрійського парламенту IV скликання в 1871–1873 рр.(представляв сільські громади судових повітів Станиславів, Галич, Богородчани, Солотвин, Тлумач, Монастириська, Бучач, Тисмениця, Надвірна і Делятин), втратив мандат через неявку.